# Jag ser fädernas bygd
Jag ser fädernas bygd är en svensk landskapssång tillhörande Västmanland.
Sången inleds med stroferna Jag ser fädernas bygd, jag ser Västmanland/Uti sol över land, över sjö.